# Post Traumatic
Post Traumatic è il primo album in studio del rapper statunitense Mike Shinoda, pubblicato il 15 giugno 2018 dalla Warner Bros. Records.

## Antefatti
Il 25 gennaio 2018 Shinoda ha debuttato come artista solista con la pubblicazione di Post Traumatic EP, composto da tre brani incentrati sul suo trascorso a seguito della morte del cantante Chester Bennington, suo collega nei Linkin Park, avvenuta il 20 luglio dell'anno prima. Proprio a causa delle tematiche affrontate nei brani, il cantante ha deciso di pubblicare il disco a suo nome, senza quindi impiegare il precedente pseudonimo Fort Minor.
Agli inizi di marzo il rapper ha annunciato a sorpresa di essere al lavoro sull'album di debutto, invitando i fan ad incontrarlo in tale giorno a Los Angeles per poter ascoltare un brano inedito da esso tratto e per partecipare al relativo video musicale. L'album è stato infine annunciato il 29 marzo, al cui interno sono stati inseriti anche i tre brani dell'EP, e secondo quanto dichiarato dall'artista «È un viaggio fuori dal dolore e dalle tenebre, non nel dolore e nelle tenebre. Se qualche persona ha attraversato qualcosa di simile, spero che si senta meno sola. Se non ci è passata attraverso, spero si senta grata».
Nel mese di maggio 2018 Shinoda ha rivelato la lista tracce, che comprende anche alcuni brani in collaborazione con Chino Moreno, K.Flay e Machine Gun Kelly.

## Promozione

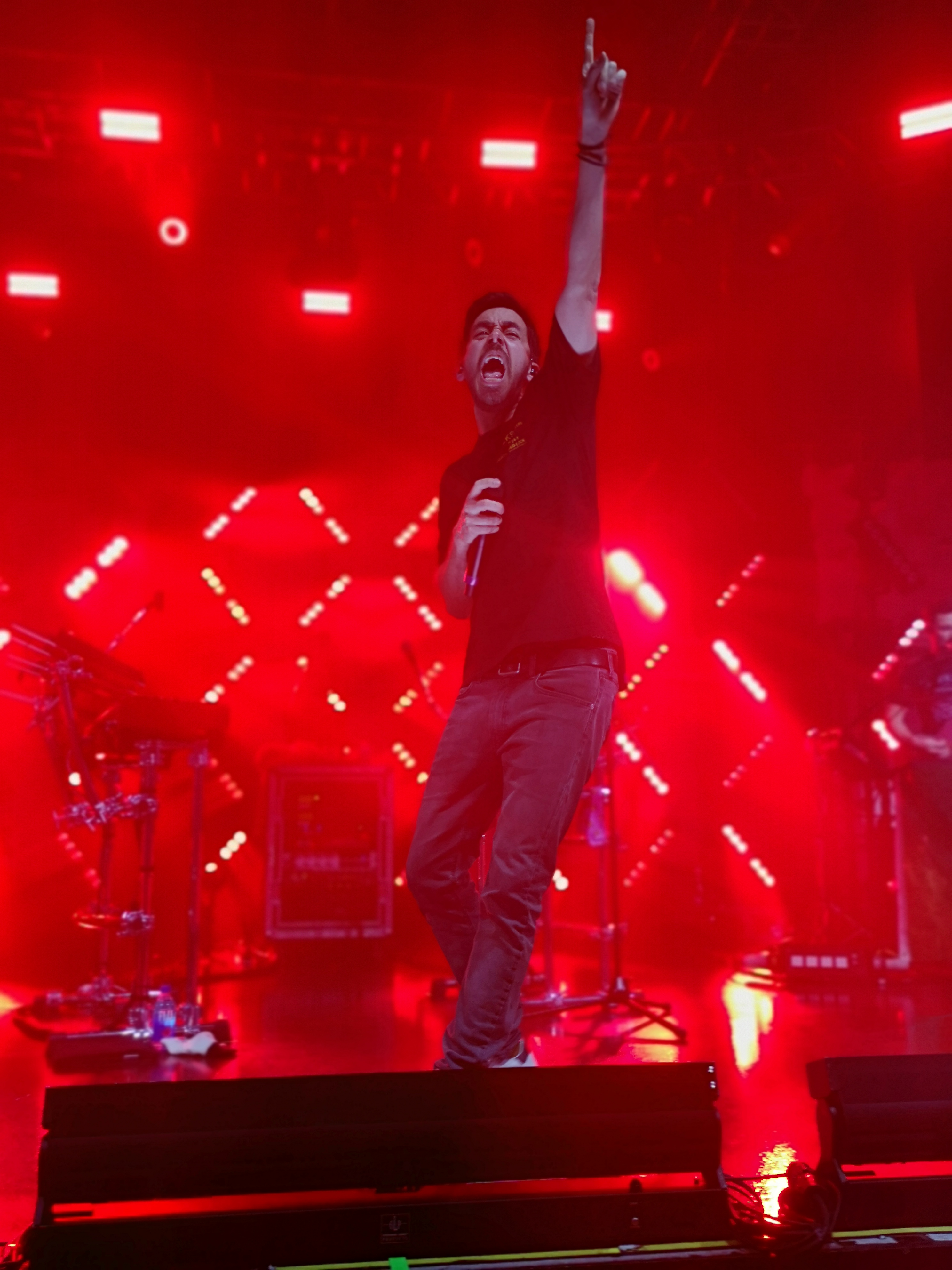
Mike Shinoda in concerto a Milano nel 2019

In concomitanza con l'annuncio dell'album, Shinoda ha pubblicato il doppio singolo Crossing a Line/Nothing Makes Sense Anymore con i rispettivi video. Il primo dei due brani è stato in seguito trasmesso in rotazione radiofonica in Italia e negli Stati Uniti d'America. Il 26 aprile 2018 il cantante ha presentato il secondo estratto About You, realizzato in collaborazione con Blackbear e accompagnato dal relativo video diretto da Shinoda stesso, mentre il 24 maggio è stata la volta del terzo singolo Running from My Shadow, accompagnato dal relativo video diretto da Gus Black e che ha visto la partecipazione vocale di Grandson. Come ultima anticipazione del disco, Shinoda ha pubblicato in anteprima la decima traccia Ghosts.
Il 29 giugno Shinoda ha pubblicato il video di Promises I Can't Keep, diretto da Mark Fiore, collaboratore storico dei Linkin Park. Il 13 luglio è stata la volta di quello per Lift Off, diretto nuovamente da Fiore e che mostra Shinoda, Chino Moreno e Machine Gun Kelly registrare il brano in studio, mentre il 3 agosto è uscito il video per il brano strumentale Brooding, codiretto da Rob Daly e da Fiore. Un ulteriore video è stato quello per Make It Up as I Go, reso disponibile il 20 settembre; il brano è stato inoltre pubblicato come quinto e ultimo singolo dall'album il 28 agosto.
Il 7 agosto il rapper, accompagnato dal batterista Dan Mayo del gruppo musicale israeliano Tatran e dal polistrumentista britannico Matthias Harris, ha dato il via al Post Traumatic Tour in Asia, durante il quale ha alternato alcuni brani di Post Traumatic con altri dei Linkin Park e dei Fort Minor, tra cui In the End, Welcome e un mash-up tra Waiting for the End e Where'd You Go. A settembre si è esibito in Europa in occasione di vari festival, per poi suonare nell'America del Nord in qualità di headliner nel Monster Energy Outbreak Tour tra ottobre e novembre. Dal concerto di Mosca del 1º settembre è stato tratto l'album video Soundcheck Sessions: Live in Moscow, reso disponibile su Apple Music.
Il 7 dicembre Post Traumatic è stato ripubblicato in edizione speciale doppio LP con l'aggiunta di un 10" contenente gli inediti Prove You Wrong e What the Words Meant. Nello stesso giorno è stato presentato il video di Can't Hear You Now, traccia conclusiva dell'album.
Il 4 marzo 2019 è stato pubblicato il video di I.O.U., diretto da Chady Awad e girato durante il tour statunitense di Shinoda tenuto nell'autunno 2018 negli Stati Uniti d'America. Sempre nello stesso mese Shinoda ha intrapreso la seconda parte del tour, esibendosi in Europa tra il 2 e il 23 marzo, e a Tel Aviv il 25 e il 26. Tra agosto e settembre il tour ha fatto tappa anche in Asia.
Il 16 giugno 2023 Shinoda ha pubblicato un'edizione rimasterizzata della versione deluxe dell'album per il solo download digitale, rendendo inoltre disponibile il video per la nona traccia Hold It Together, l'unica del disco a non aver ancora ricevuto un filmato accompagnatorio.

## Tracce
Testi e musiche di Mike Shinoda, eccetto dove indicato.
1. Place to Start – 2:13
2. Over Again – 3:50
3. Watching as I Fall – 3:31
4. Nothing Makes Sense Anymore – 3:33
5. About You (feat. Blackbear) – 3:26 (Mike Shinoda, Mat Musto)
6. Brooding (Instrumental) – 2:31
7. Promises I Can't Keep – 3:22
8. Crossing a Line – 4:02
9. Hold It Together – 3:25
10. Ghosts – 2:54
11. Make It Up as I Go (feat. K.Flay) – 3:29 (Mike Shinoda, Brad Delson, Kristine Flaherty)
12. Lift Off (feat. Chino Moreno and Machine Gun Kelly) – 4:00 (Mike Shinoda, Chino Moreno, Colson Baker, Andrew Dawson, Rory Andrew)
13. I.O.U. – 2:42
14. Running from My Shadow (feat. Grandson) – 3:24 (Mike Shinoda, Brad Delson, Ross Golan, Jordan Benjamin, Kevin Hissink)
15. World's on Fire – 3:15
16. Can't Hear You Now – 3:27

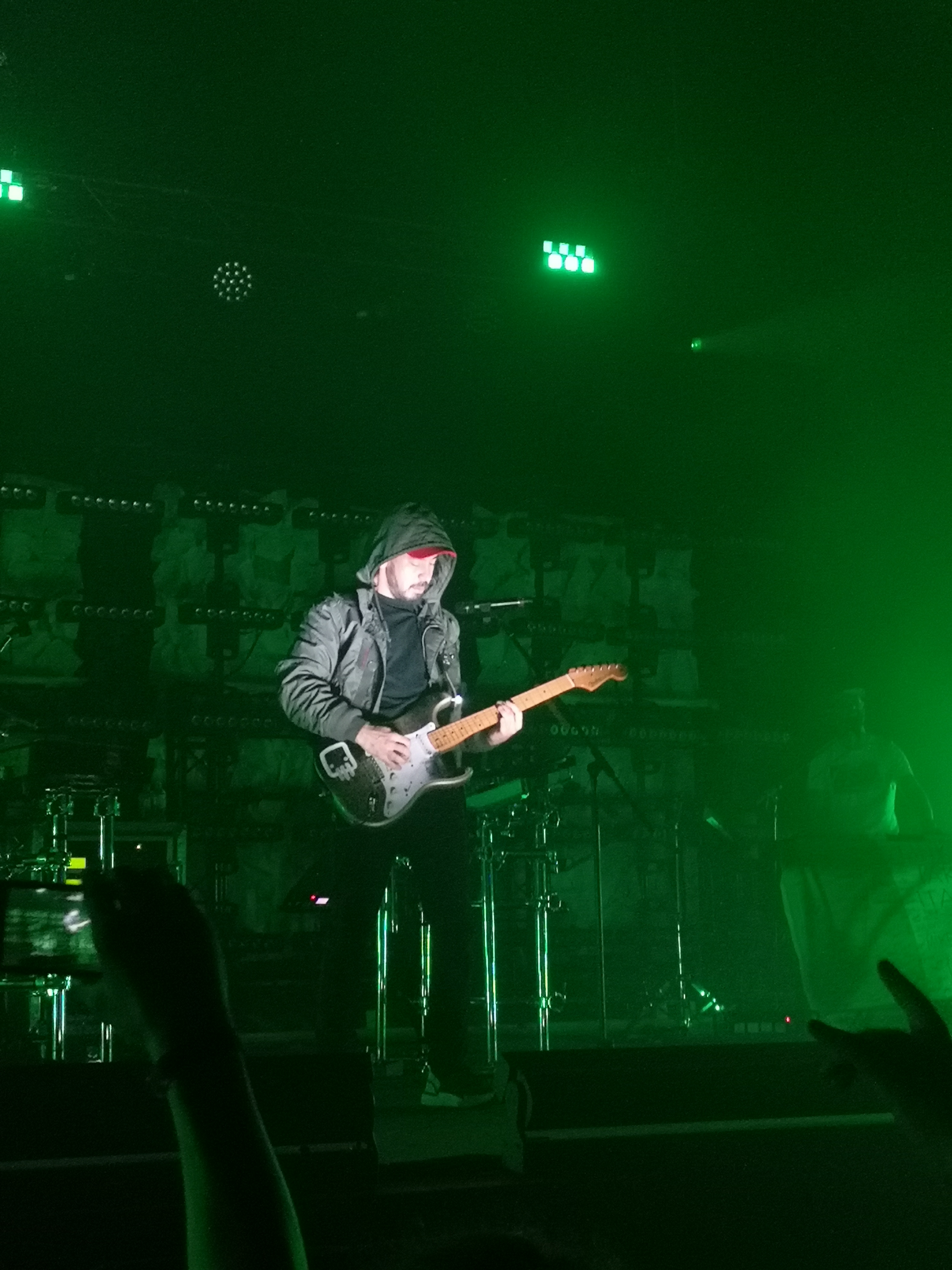
Mike Shinoda in concerto a Padova nel 2019

10" bonus nell'edizione speciale su vinile
- Lato A

1. Prove You Wrong – 3:36

- Lato B

1. What the Words Meant – 3:33

## Formazione
Hanno partecipato alle registrazioni, secondo le note di copertina:
Musicisti
- Mike Shinoda – voce, strumentazione
- Rob Bourdon – percussioni (traccia 1)
- Blackbear – voce aggiuntiva (traccia 5)
- Darren King – batteria (traccia 9)
- K.Flay – voce aggiuntiva (traccia 11)
- Chino Moreno – voce aggiuntiva (traccia 12)
- Machine Gun Kelly – voce aggiuntiva (traccia 12)
- Grandson – voce aggiuntiva (traccia 14)
- Boonn – chitarra aggiuntiva (traccia 14)

Produzione
- Mike Shinoda – produzione, missaggio (tracce 1, 6, 9 e 15)
- Ethan Mates – montaggio aggiuntivo
- Josh Newell – montaggio aggiuntivo
- Michelle Mancini – mastering (eccetto tracce 8 e 12)
- Manny Marroquin – missaggio (tracce 2-5, 7, 8, 11, 12 e 14), mastering (tracce 8 e 12)
- Aaron C. Harmon – produzione aggiuntiva (traccia 5)
- Jordan Reyes – produzione aggiuntiva (traccia 5)
- Șerban Ghenea – missaggio (tracce 10 e 16)
- Andrew Dawson – coproduzione (traccia 12)
- Jaycen Joshua – missaggio (traccia 13)
- Boonn – coproduzione (traccia 14)

## Classifiche
| Classifica (2018)         | Posizione massima |
| ------------------------- | ----------------- |
| Australia                 | 12                |
| Austria                   | 4                 |
| Belgio (Fiandre)          | 25                |
| Belgio (Vallonia)         | 33                |
| Canada                    | 18                |
| Francia                   | 55                |
| Germania                  | 2                 |
| Italia                    | 15                |
| Nuova Zelanda             | 40                |
| Paesi Bassi               | 42                |
| Portogallo                | 11                |
| Regno Unito               | 20                |
| Spagna                    | 26                |
| Stati Uniti               | 16                |
| Stati Uniti (alternative) | 1                 |
| Stati Uniti (rock)        | 1                 |
| Svizzera                  | 7                 |